# عيسى يعقوبو
عيسى يعقوبو (بالإنجليزية: Issah Yakubu)‏ هو لاعب كرة قدم غاني في مركز الوسط في نادي العهد اللبناني، ولد في 17 ديسمبر 1992 في تكيمان في غانا. لعب مع ليبرتي بروفشنالز ‏.

## وصلات خارجية
- عيسى يعقوبو على موقع قاعدة بيانات كرة القدم.إي يو (الإنجليزية)
- عيسى يعقوبو على موقع Soccerway.com (الإنجليزية)
- عيسى يعقوبو على موقع كووورة